# Аристов, Юрий (легкоатлет)
Юрий Аристов (род. 13 декабря 1973) — узбекский  легкоатлет, специалист по барьерному бегу. Выступал на профессиональном уровне в 1990-х годах, призёр национальных и международных первенств, участник летних Олимпийских игр в Атланте.

## Биография
Юрий Аристов родился 13 декабря 1973 года.
Наивысшего успеха в своей спортивной карьере добился в сезоне 1996 года, когда вошёл в основной состав узбекистанской сборной и благодаря череде удачных выступлений удостоился права защищать честь страны на летних Олимпийских играх в Атланте. На предварительном квалификационном этапе бега на 110 метров с барьерами показал результат 15,04, чего оказалось недостаточно для выхода в четвертьфинальную стадию соревнований.
После атлантской Олимпиады Аристов оставался действующим спортсменом ещё в течение одного олимпийского цикла и продолжал принимать участие в различных легкоатлетических стартах. Так, в 1998 году в 110-метровом барьерном беге он завоевал бронзовую награду на Мемориале Гусмана Косанова в Алма-Ате.
В мае 2000 года выиграл серебряную медаль на Мемориале Косанова в Алма-Ате, установив при этом свой личный рекорд в беге на 110 метров с барьерами — 14,59.